# Joelia Goerska
Joelia Goerska (Oekraïens: Юлія Гурська; Vinnytsja, 28 april 1995), soms geschreven als Joelja Goerskaja (Oekraïens: Юлья Гурськая) is een Oekraïense zangeres.

## Biografie
Goerska's zangtalent werd ontdekt op haar zesde, een jaar later nam haar moeder haar mee naar een muziekschool. Sinds haar negende krijgt ze zangles in onder meer jazz en popmuziek. 
In 2010 deed zij met het liedje Miy litak mee aan de Oekraïense voorronde voor het Junior Eurovisiesongfestival (Dityatsje Evrobatsjennya). Hierbij kwam ze als winnares uit de bus en mocht daarom ook Oekraïne vertegenwoordigen op het Junior Eurovisiesongfestival 2010, in de Wit-Russische hoofdstad Minsk. Een succes werd haar optreden echter bepaald niet: Goerska kreeg maar 28 punten en eindigde daarmee als laatste van de veertien deelnemende landen.
2006: Nazar Slyoesartsjoek ·
2007: Ilona Galitska ·	
2008: Viktoria Petryk ·
2009: Andranik Aleksanjan ·
2010: Joelia Goerska ·
2011: Kristall ·
2012: Anastasija Petryk ·
2013: Sofija Tarasova ·
2014: Sympho-Nick · 
2015: Anna Trintsjer · 
2016: Sofiia Rol · 
2017: Anastasija Bahinska · 
2018: Darina Krasnovetska · 
2019: Sofia Ivanko · 
2020: Oleksandr Balabanov · 
2021: Olena Oesenko · 
2022: Zlata Dzjoenka · 
2023: Anastasia Dymyd